# Грузинский переулок
Грузи́нский переу́лок (до 1880-х — Новая Живодёрная улица, до 1951 — Тры́ндинский переулок) — улица в центре Москвы на Пресне расположена между Большой Грузинской улицей и улицей Грузинский Вал.

## Происхождение названия
Назван в 1951 году по Большой и Малой Грузинским улицам, наименование которых связано с местностью Грузины. В XVII веке здесь было дворцовое село Воскресенское, которое в 1729 году было подарено грузинскому царю Вахтангу VI. Так возникла Грузинская слобода (грузины селились здесь и раньше: впервые Грузины упоминаются в 1714 году). До 1880-х годов назывался Новой Живодёрной улицей. Улица вела к бывшей здесь конной живодерне, где снимали кожу с издохших лошадей. Затем был переименован в Трындинский переулок, по фамилии землевладельца, передавшего свои земли городу. Трындину было присвоено звание «Почётного гражданина г. Москвы». Его могила сохранилась на Рогожском старообрядческом кладбище. Изначально переулок назывался Полевой улицей — по направлению к бывшему Ходынскому полю.
До 1922 года название Грузинский переулок носил нынешний Никитников переулок в Китай-городе. В 1922—1954 годах это название было перенесено на бывший Кривогрузинский переулок (ныне переулок Обуха) в Таганском районе.

## Описание
Грузинский переулок начинается от Большой Грузинской улицы напротив Тишинской площади, проходит на северо-запад, справа к нему примыкает Большой Кондратьевский переулок, затем слева — средний Кондратьевский переулок, после чего выходит на Грузинский Вал.

## Здания и сооружения
По нечётной стороне:
- № 3 — представительства зарубежных периодических изданий;

По чётной стороне:
- № 14, строение 1 — Сберегательный Банк РФ (АКСБ РФ) Краснопресненское отд. No.1569/0266.